# نجد الوسيع (العدين)

تعديل مصدري - تعديل

نجد الوسيع محلة تابعة لقرية الاحمود، التابعة لعزلة قداس بمديرية العدين إحدى مديريات محافظة إب في الجمهورية اليمنية، بلغ تعداد سكانها 40 حسب تعداد اليمن لعام 2004.